# 하얼빈-지린 작전
하얼빈-지린 작전은 붉은 군대가 소련-일본 전쟁 동안 일본군에 맞서 수행한 군사 작전이다. 이 작전은 1945년 8월 9일부터 9월 2일까지 진행되었으며, 제1극동전선군과 태평양 함대의 병력이 수행했다. 이 작전의 목표는 동부 만주국과 북한에 주둔한 관동군을 격파하는 것이었다. 이는 더 광범위한 만주 전략공세작전의 일부였다.

## 배경
소련과 일본 제국은 1939년 일련의 국경 분쟁, 특히 할힌골 전투에서 처음 충돌했다. 당시 입은 막대한 패배 때문에 일본은 제2차 세계 대전 동안 소련에 대한 군사 행동을 삼갔다. 소련은 러일 전쟁의 경험을 바탕으로 극동에 상당한 수의 전차와 대규모 병력을 유지했다. 또한 일본은 중국과 태평양에서 군사 작전에 깊이 관여하고 있었고, 소련에 맞서 또 다른 전선을 여는 것은 잠재적으로 재앙적인 움직임으로 간주되었다.
이오시프 스탈린이 포츠담 회담에서 밝혔듯이, 만주 침공은 당초 1945년 8월 14일로 계획되었다. 그러나 8월 3일, 알렉산드르 바실렙스키 원수는 스탈린에게 소련군이 필요하다면 이틀 안에 일본을 공격할 준비가 될 것이라고 보고했다.
침공을 더 일찍 시작하게 된 주된 계기는 8월 6일 미국이 히로시마에 첫 번째 원자폭탄을 투하하고, 이어서 8월 8일 나가사키에 두 번째 원자폭탄을 투하한 것이었다. 이에 대응하여 소련군은 일본의 괴뢰국인 만주국에 대한 합동 공격을 시작했다.
1945년 8월 8일, 소련은 일본 제국에 선전포고를 했다. 23시(바이칼 시간), 소련 외무장관 뱌체슬라프 몰로토프는 사토 나오타케 일본 대사에게 선전포고를 전달했다. 자정 10분 후, 소련군은 북한과 만주의 일본군 진지에 대한 대규모 포격에 이어 국경을 넘었다. 소련군은 동쪽, 북쪽, 서쪽(몽골 인민 공화국) 세 전선에서 동시에 만주로 진격하기 시작했다.

## 작전의 의도
1945년 6월 28일, 프리모르스키군 소속 부대는 최고 사령부 총본부로부터 만주 중앙에서 공세 작전을 준비하라는 지시 제11113호를 받았다.
작전 계획을 수립할 때 다음 사항이 요구되었다.
- 제1적기군, 제5군, 1개 기계화 군단, 1개 기병 사단의 병력으로 무린과 무단장의 일반 방향으로 주 공격을 가하고, 최고 사령부 예비대(RGK)의 포병 및 전차 대부분을 투입한다.
- 제35군 병력으로 미산 방향으로 보조 공격을 수행한다.
- 제25군 일부 병력으로 훈춘과 안투 방향으로 보조 공격을 개시하고, 이후 라남, 세이신, 라신의 조선 항구를 점령하는 것을 목표로 한다.
- 7월 25일까지 작전 준비를 완료한다.

이후, 더 광범위한 만주 전략공세작전의 일환으로, 전선은 신징 (현재 창춘)과 지린으로 진격하여 트란스바이칼 전선군과 협력하여 관동군 주력을 포위 및 격파해야 했다.

## 당사자들의 구성과 전력

### 소련
제1극동전선군 (사령관: 소련 원수 키릴 메레츠코프; 참모장: 중장 A. N. 크루티코프), 구성:
- 제1적기군 (상장 A. P. 벨로보로도프)
- 제5군 (상장 N. I. 크릴로프)
- 제25군 (상장 I. M. 치스탸코프)
- 제35군 (상장 N. D. 자흐바타예프)
- 제9항공군 (항공상장 I. M. 소콜로프)
- 추구예프 작전 그룹 (중장 F. A. 파루시노프; 이후 중장 V. A. 자이체프)[5]
- 프리모르스키 방공군 (포병중장 A. V. 게라시모프)
- 전선 예비대:
  - 제10기계화군단 (전차군 중장 I. D. 바실리예프)
  - 제87소총군단
  - 제88소총군단 (중장 로비아긴)
  - 제126경산악소총군단 (소장 블라디미르 N. 솔로비예프)

### 일본
관동군 병력의 일부 (육군대장 야마다 오토조), 포함:
- 제1방면군 (기타 세이치 대장):
  - 제5군 (시미즈 노리츠네 대장)
  - 제3군 (무라카미 케이사쿠 중장)
- 제17방면군 병력의 일부 (코즈키 요시오 중장):
  - 제34군

제1방면군은 약 175,000명의 병력을, 제17방면군은 약 150,000명의 병력을 포함했다.

## 전투의 경과

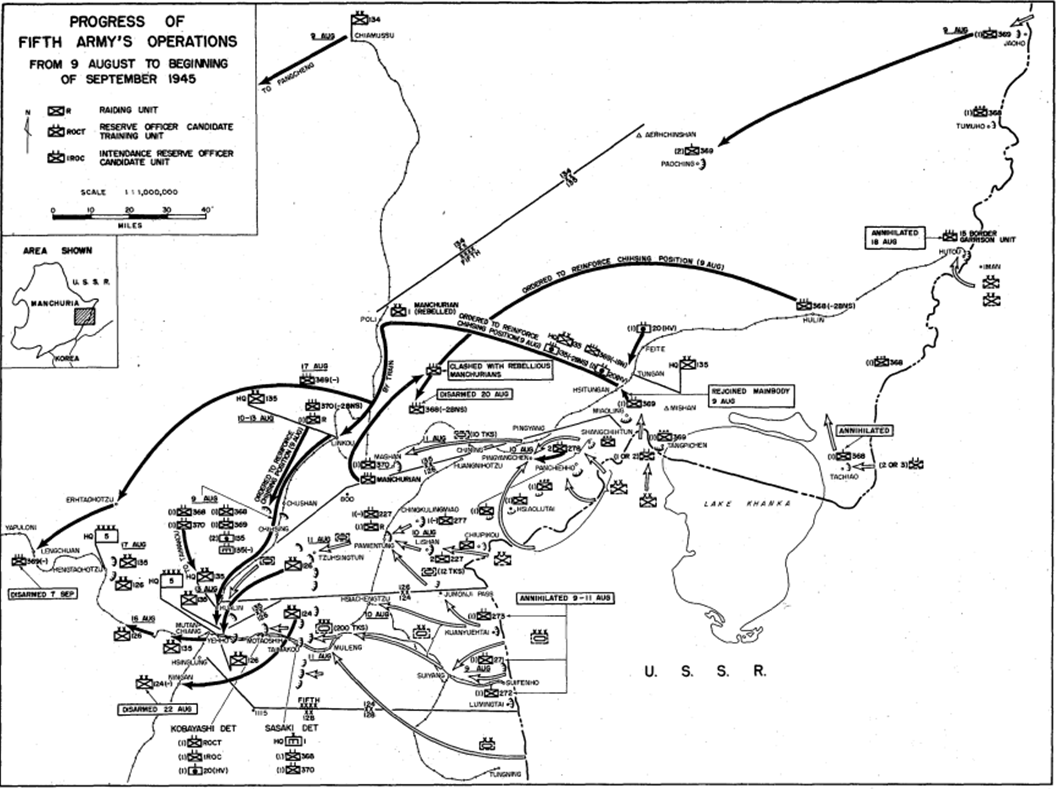
일본 제5군의 만주 작전

8월 9일 밤, 전선 공격 부대의 작전 구역에 폭우가 내리기 시작했다. 이는 소련군 사령부가 작전 계획을 조정하도록 강요했다. 예비 포병 준비 없이 어둠과 악천후를 틈타 공세를 시작하기로 결정되었다.
8월 9일 새벽 1시, 소총 병력과 국경 수비대의 선발대가 소련-중국 국경을 넘었다. 그들의 움직임을 숨겨준 비는 기습 달성에 기여하여, 소련군이 요새화된 지역으로 침투하여 일본군을 방심하게 만들었다. 아침까지 선발대는 일본군 방어선으로 3-10km 진격하는 데 성공했다. 오전 8시 30분, 전선의 주력 부대가 공세에 나섰다. 첫날이 끝날 무렵, 제5군은 쑤이펀허 요새화된 지역을 돌파하고 23km까지 진격했다. 어려운 산림-타이가 지형에서 진격한 제1적기군은 하루 만에 5-6km를 이동했다.
보조 방향에서 제35군의 공세는 적의 거점에 대한 강력한 포병 공격으로 시작되었다. 이후 군의 주력은 우수리강과 쑹아차강을 건넜고, 광활한 습지대를 극복한 후, 그날 말까지 주요 저항 거점인 후터우에 도달했다.
제25군의 공세도 성공적으로 전개되었다. 8월 10일 정오까지, 주력 부대는 일본군의 주요 방어 진지를 점령하고 둥닝, 투먼, 훈춘 시를 해방했다. 동시에, 이 군의 좌익 부대들은 태평양 함대의 포병 지원을 받으며 동해안을 따라 진격하여 조선 국경의 장기 요새를 성공적으로 극복했다. 8월 12일, 제393소총사단과 태평양 함대 해병대의 합동 작전을 통해 유키와 라진 (라선) 항구가 점령되었다. 이어서 소련군은 며칠 동안 여러 정착지를 더 점령했다. 대규모 산업 중심지이자 해군 기지인 세이신 (현재 청진)을 목표로 한 청진 상륙 작전은 4일 동안 계속되었다. 조선 항구들을 잃으면서 관동군은 일본 본토와 단절되었다.
8월 14일까지 소련군은 모든 국경 요새화된 지역을 돌파하고 만주 내륙으로 120-150km 진격했다. 진격의 주요 목표 중 하나는 동만주의 중요한 교통 요충지이자 주요 도시인 무단장이었다. 8월 13일, A. V. 스크보르초프 소장 지휘하의 제26소총군단이 북쪽에서 도시로 진입하여 시가전을 시작했다. 그러나 일본군의 반격에 밀려 군단은 도시 북동쪽으로 8-10km 후퇴할 수밖에 없었다. 8월 16일에야 4일간의 공격 끝에 제1적기군과 제5군의 부대들이 마침내 도시를 점령하여 관동군 제1방면군을 효과적으로 분할했다. 무단장을 점령한 소련군은 작전 깊숙이 접근하여 하얼빈과 지린 (키린)을 향해 빠르게 진격했다.
8월 17일, 일본군 병사들의 대규모 항복이 시작되었다. 항복을 가속화하기 위해 8월 18일부터 24일까지 하얼빈, 지린, 평양 (헤이조)을 포함한 여러 주요 도시에 공수 부대가 투입되었다. 또한, 일본군이 귀중한 자산을 파괴하거나 대피시키는 것을 막기 위해 중요한 산업 중심지를 신속하게 점령하기 위한 특별 기동 부대가 편성되었다.
일본군의 조직적인 저항은 분쇄되었지만, 주력 부대에서 고립된 일부 집단은 계속 싸웠다. 이 잔여 병력은 곧 파괴되거나 포로로 잡혔다.

## 결과
작전 결과, 소련군은 적대적인 일본군을 격파하고 만주 영토로 300km까지 진격했으며, 태평양 함대와의 협력으로 한반도 북부를 일본의 지배로부터 해방했다.
작전 중, 태평양 함대가 연합군과 사전에 합의된 구역에서 전투에 참여한 후, 미국은 라진 (라선), 경성 (교잔), 세이신 (청진) 항구 수역에 음향, 수력학, 자기 등 여러 종류의 해저 지뢰 수백 개를 부설했다. 미국 사령부는 지뢰밭에 대해 소련 측에 알리지 않았다. 소련 정부가 블라디보스토크 주재 미국 해군 무관에게 공식적으로 문의한 후, 무관 룰라드는 "지뢰 부설 좌표는 육군 항공기에 의해 수행되었기 때문에 알 수 없다"고 답변했다.
1945년 8월 16일, 소련 수송선 노긴스크호와 달스트로이호가 세이신 항구 수역에서 미국 지뢰에 부딪혔다. 선원들의 노력 덕분에 배가 침몰하는 것을 막을 수 있었다.